# Izbicioara
Izbicioara falu Romániában, Erdélyben, Fehér megyében. Közigazgatásilag Bucsony községhez tartozik.

## Fekvése
Bucsum-Izbita közelében fekvő település.

## Története
Izbicioara korábban Bucsum-Izbita része volt, 1956-ban vált külön 60 lakossal.
1966-ban 67 lakosából 66 román, 1 magyar volt. 1977-ben 25, 1992-ben 22, 2002-ben pedig 15 román lakosa volt.